# レオニード・ツィプキン
レオニード・ツィプキン（Leonid Borisovich Tsypkin, ロシア語: Леонид Борисович Цыпкин 1926年5月20日 - 1982年5月20日）はロシアの作家、医師。

## 経歴
白ロシア・ソビエト社会主義共和国のミンスクに生まれる。ロシア系ユダヤ人で、優秀な病理学者。若い頃から散文や詩を書き始める。第二次世界大戦中にはナチス・ドイツによってミンスク・ゲットーに収容された。
ソ連末期の停滞時代に書かれた「バーデン・バーデンの夏」は、国内では日の目を見ることができまかった。
1982年、冒頭部分がニューヨークのロシア語週刊誌に掲載されたが、その誌面を見ることなく、数日後、56歳で心臓発作で亡くなる。
その後に英訳され、出版されたが、注目されなかったこの作品を、批評家スーザン・ソンタグがロンドンの書店の古本の中から発掘し、「最も美しく感動的でユニークな『世紀の文学』」と絶賛、2001年にソンタグの序文つきで新版が刊行され、英語圏にセンセーションを巻き起こした。

## 邦訳作品
- 『バーデン・バーデンの夏』沼野恭子 訳、新潮社、新潮クレスト・ブックス、2008年5月

## 作品
- Summer in Baden Baden, translated by Roger and Angela Keys, Hamish Hamilton, 285pp.
- "The Bridge Over the Neroch: And Other Works", translated by Jamey Gambrell, New Directions, 346pp.